# Monodontomerus vicicellae
Monodontomerus vicicellae är en stekelart som först beskrevs av Walker 1847.  Monodontomerus vicicellae ingår i släktet Monodontomerus och familjen gallglanssteklar. Inga underarter finns listade i Catalogue of Life.